# Егоров, Игорь Анатольевич
Игорь Анатольевич Егоров (род. 26 мая 1962) — российский военный, полковник ФСБ России. Известность получил в апреле 2020 года, как куратор Валерия Шайтанова, российского шпиона на Украине. Сотрудник Департамента контрразведывательных операций 1-й службы ФСБ РФ.

## Биография
Егоров находился на Донбассе, участвовал в военных действиях на стороне ополченцев под позывным «Эльбрус». Его отправили на Донбасс как координатора штаба в Луганске, созданного для контроля над территорией и прекращения внутренних конфликтов между ополченцами.
Известность на Украине получил из-за расследования шпионажа в пользу России генерал-майора СБУ Валерия Шайтанова.
Егоров также является фигурантом дела о катастрофе малайзийского боинга рейса МН17 . В апреле 2020 года международная группа исследователей Bellingcat объявила, что «Эльбрус» был включён в список фигурантов дела МН17 совместной расследовательской группы как представитель военного командования России, прибывший на Донбасс в те дни, когда туда также были доставлен «Бук», из которого сбили самолёт.

## Семья
Женат. Сын и дочь.